# Джонні Джонс
Джон Веслі Джонс, другий (англ. John Wesley Jones, II; нар. 4 квітня 1958 — пом. 5 березня 2019) — американський легкоатлет, який спеціалізувався в бігу на короткі дистанції.

## Із життєпису
Олімпійський чемпіон в естафеті 4×100 метрів (1976).
На Олімпіаді-76 був також шостим у бігу на 100 метрів.
По завершенні легкоатлетичної кар'єри грав упродовж 1980—1987 грав в американський футбол у Національній футбольній лізі.
Помер від раку, маючи 60 років.

## Основні міжнародні виступи
| Рік  | Змагання         | Місто    | Місце            | Дисципліна | Примітки         |
| ---- | ---------------- | -------- | ---------------- | ---------- | ---------------- |
| 1976 | Олімпійські ігри | Монреаль | 6                | 100 м      | Відео на YouTube |
| 1976 | 1                | 4×100 м  | Відео на YouTube |            |                  |